# Mandi Sirola

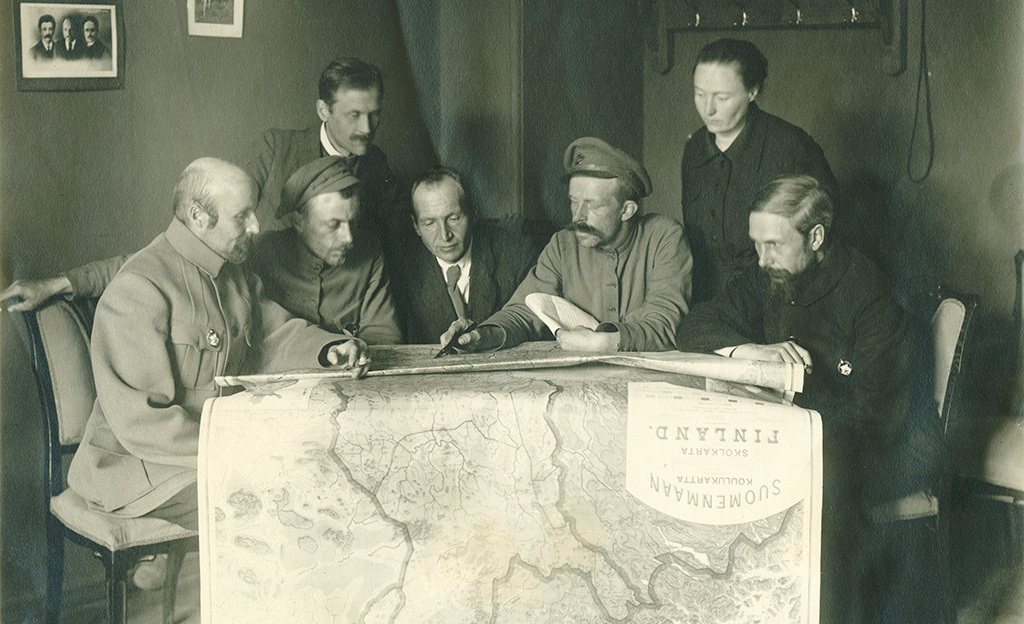
Medlemmar i FKP:s centralkommitté omkring 1920 i Moskva, Mandi och Yrjö Sirola till höger.

Amanda (Mandi) Sofia Sirola (ursprungligen Sundell), född 20 januari 1881 Kangasala, död 7 juni 1965 Helsingfors, var maka till den finska vänsterpolitikern Yrjö Sirola och en av de grundande medlemmarna av det finska kommunistpartiet (FKP). 
Mandi Sundells föräldrar var smeden Aksel Vilhelm Sundell och Vilhelmina Simontytär. Hon gick på Ekenäs hantverkshögskola och var sen vävningslärare på Kangasalas medborgarskola. 1903 gifte hon sig med grundskoleläraren Yrjö Sirola, som senare blev framstående politiker för det finska socialdemokratiska partiet (SDP). Paret emigrerade till USA och bodde från 1910 till 1913 i Duluth, Minnesota. De fick en son 1903, Aimo, som dog dog snart efter att man återvänt från Amerika 1913. Mandi började sedan arbeta tillsammans med sin make.
Under inbördeskriget 1918 arbetade Sirola under sin man som kontorsfullmäktig i Folkdelegationens utrikesdepartement och tog där främst emot gäster. De flydde till Sovjetryssland i slutet av kriget och båda deltog i FKP:s grundande möte i Moskva augusti 1918. I månadsskiftet november - december 1918 valdes Mandi Sirola till partiets centralkommitté som suppleant samtidigt med Kullervo Manner och Eino Rahja. Hon omvaldes inte vid andra partikonferensen i september 1919.
Paret Sirola flyttade till Stockholm sommaren 1920 och Mandi vägrade att återvända till Ryssland med sin make året därpå. Istället for hon hemligt till Finland våren 1922 och fängslades i oktober samma år i Etseri. I februari 1923 dömdes Mandi Sirola av Åbo hovrätt till 23 månaders fängelse i Tavastehus centralfängelse för förberedelse till statsbedrägeri genom sina politiska aktiviteter i Sovjetryssland. Därefter upphörde hon ensidigt kontakten med Yrjö, som blev kvar i Sovjetunionen och i flera år försökte att fortsätta korrespondensen med henne. Efter att ha släppts ur fängelset deltog inte Mandi Sirola i politisk verksamhet och hon försörjde sig själv genom tillverkning av konsthantverk. Hon bodde hos sin mor fram till hennes död i Kangasala, sedan i Urais och från mitten av 1950-talet i Helsingfors, en tid med Inkeri Lehtinen. Mandi Sirola avled på Helsingfors stads ålderdomshem 84 år gammal 1965.